# Karonga United FC
Der Karonga United Football Club ist ein 2008 gegründeter malawischer Fußballverein aus Karonga. Aktuell (Stand Mai 2024) spielt der Verein in der ersten Liga.

## Stadion
Der Verein trägt seine Heimspiele im Karonga Stadium in Karonga aus. Das Stadion hat ein Fassungsvermögen von 20.000 Personen.